# Lacave (Ariège)
Lacave é uma comuna francesa na região administrativa de Occitânia, no departamento de Ariège.